# 一宿寺
一宿寺（いっしゅくじ）は、徳島県阿南市加茂町にある高野山真言宗の寺院。山号は別格本山。本尊は薬師三尊。阿南七薬師霊場1番札所。

## 歴史
空海が修行で訪れた時に宿泊した地であり、その後、嘉保年間（1094年-1096年）に京都・東寺の僧である長範が太龍寺を再興するために宿したことから寺名が付いた。
以前は太龍寺への歩き遍路が多く使用した「阿波遍路道かも道（あと4.8km）」の起点で、境内への道筋に丁石が多く残されている。一宿寺から太龍寺までの丁石（11基）は、徳島県の史跡に指定されている。

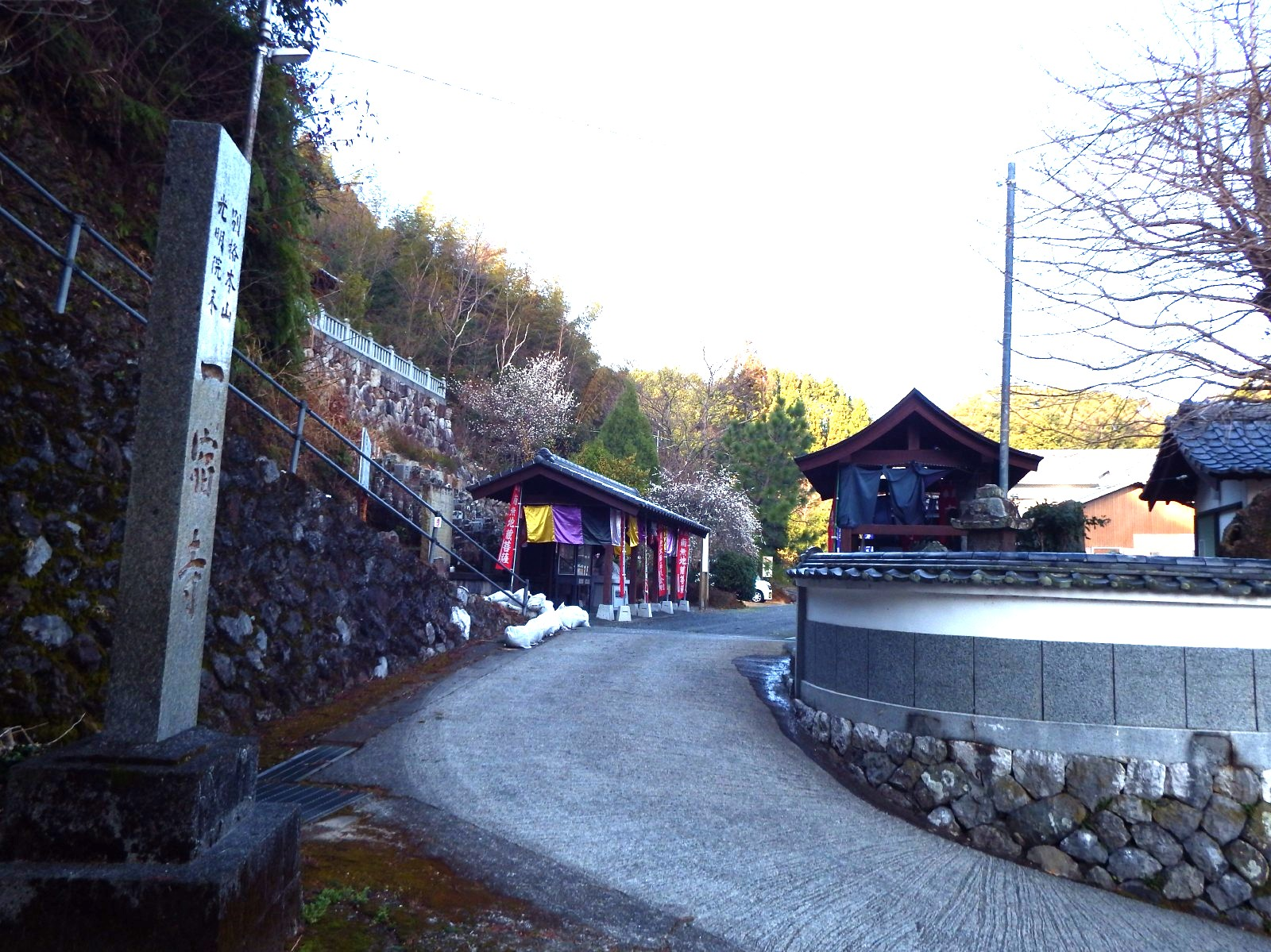
入口付近
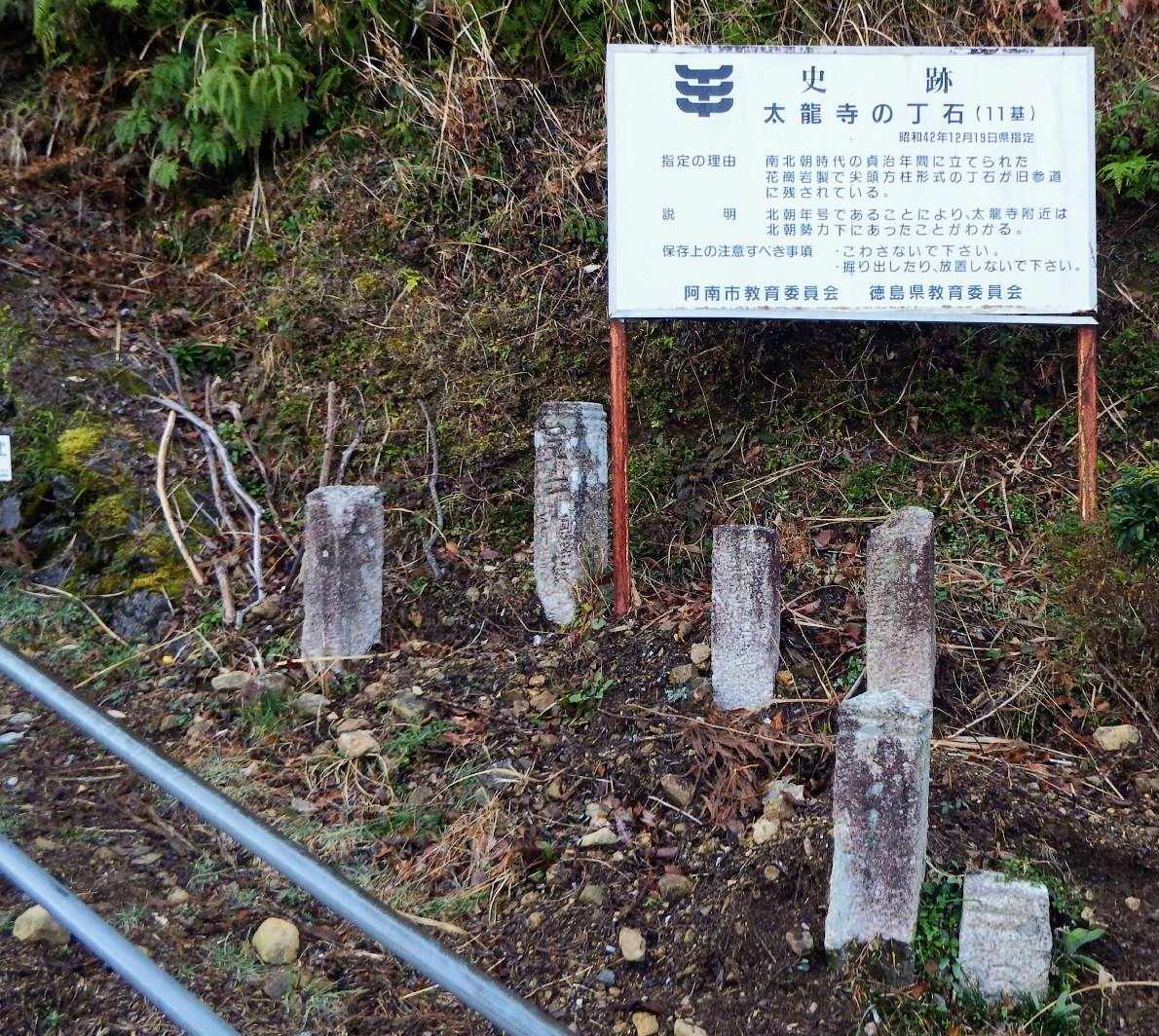
丁石と登口
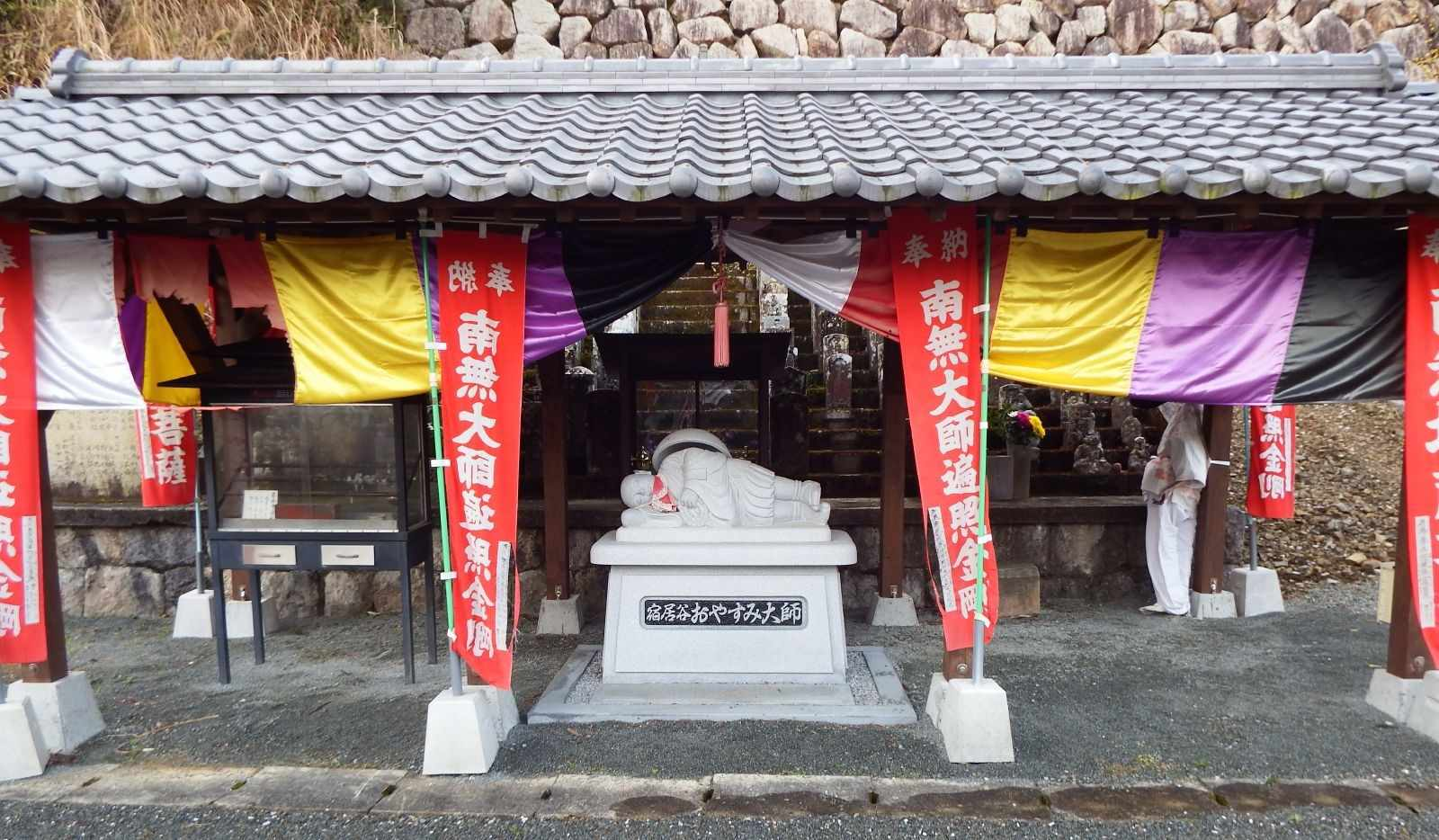
宿居谷おやすみ大師
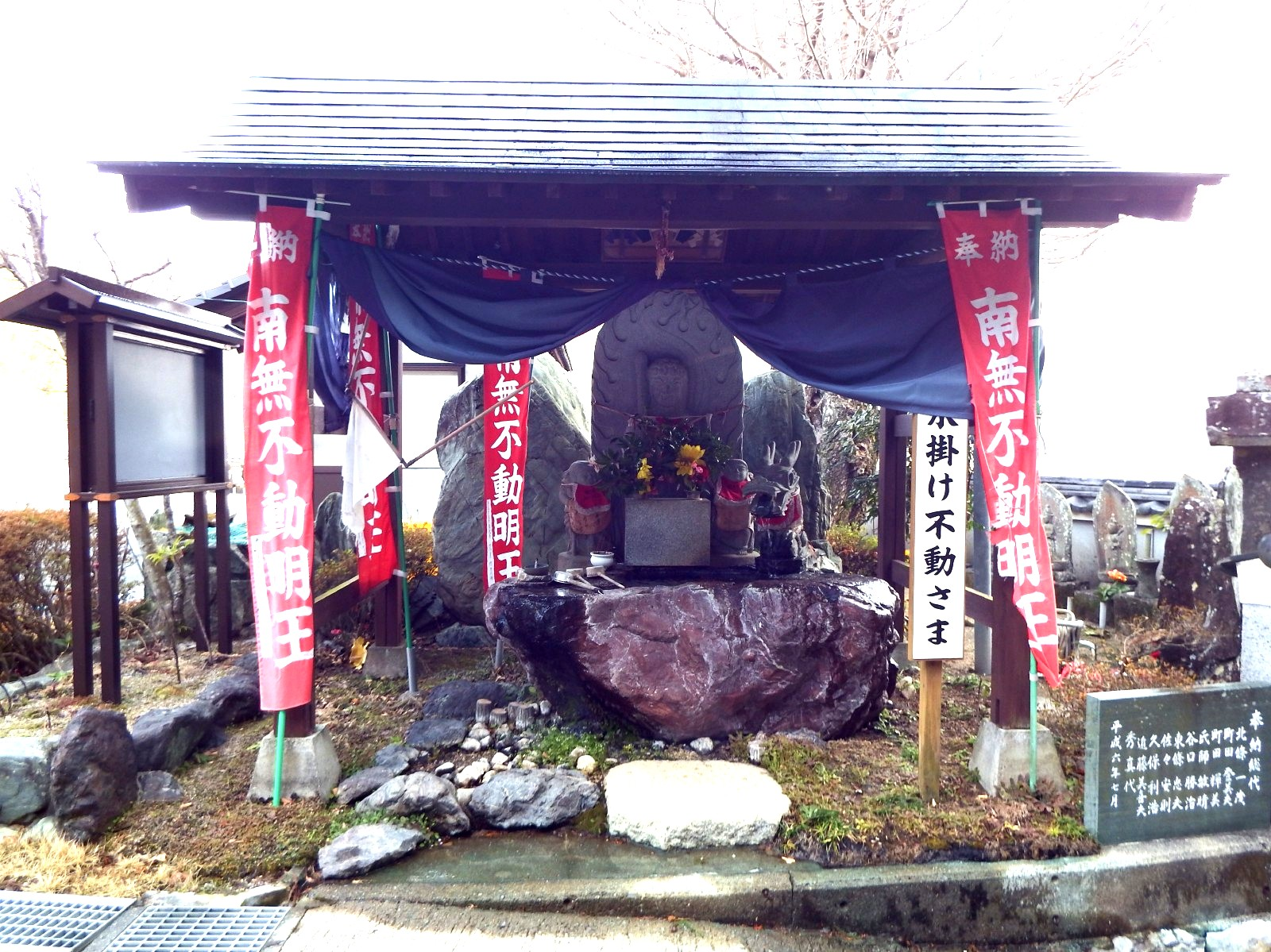
水掛不動さま

## 交通
- JR牟岐線「阿南駅」より車で約20分。